# Kurt Eckel (Architekt)
Kurt Eckel (* 16. Mai 1921 in Wien; † 6. Jänner 2020 in Wien) war ein österreichischer Architekt.

## Leben
Kurt Eckel studierte an der Technischen Universität Wien Architektur, war ebendort Assistent, und schloss mit einem Doktorat ab. Er gründete 1955 sein eigenes Architekturbüro in Wien. Er wurde am Lainzer Friedhof bestattet.
Im Zweiten Weltkrieg durchlief Kurt Eckel eine Ausbildung zum Marineoffizier. Einige Tage vor Kriegsende übernahm er als Oberleutnant zur See das Kommando des U-Bootes U-2325 der U-Boot-Klasse_XXIII und geriet in britische Gefangenschaft. Das U-Boot wurde als Zielschiff nach Kriegsende versenkt.
Kurt Eckel war einer der letzten überlebenden U-Bootkommandanten des Zweiten Weltkrieges.

## Realisierungen
- 1963–1965 mit Sepp Stein: Filialkirche Aderklaa[2]
- –1975 Funkturm Wien-Arsenal[3]
- 1992–1999 Erweiterung und Generalsanierung Technisches Museum Wien

## Publikationen
- Die familiengerechte Wohnung im anonymen Wohnungsbau der Grossstadt. Diss. TU Wien, Notring, Wien 1970.
- In Bad Ischl sind die Löwen los! Eine Initiative des Lions Club Bad Ischl. 40 Jahre Lions-Club Bad Ischl, Bad Ischl 2001, ISBN 3-9501553-0-9.